# Camille Limoges
Pour les articles homonymes, voir Limoges (homonymie).
Camille Limoges (né le 31 mai 1942 à Montréal) est un historien canadien, québécois, des sciences et de la technologie.

## Biographie
Il obtient une licence en 1964 en philosophie de l'Université de Montréal. La même année, on retrouve le jeune étudiant de 22 ans à Paris, où il poursuit ses études à l’Institut d’histoire des sciences et des techniques de la Sorbonne à Paris, que dirige Georges Canguilhem. Il y obtient son doctorat en mai 1968 sur La constitution du concept de sélection naturelle chez Charles Darwin. Un premier ouvrage tiré de cette thèse paraît en 1970 aux Presses universitaires de France : La Sélection Naturelle. Étude sur la Première Constitution d'un Concept (1837-1859).
Il enseigne pendant quelques années à l'Université de Montréal puis se rend travailler comme professeur agrégé au prestigieux Département d’histoire des sciences de l’Université Johns-Hopkins, à Baltimore.
Trois ans plus tard, il fonde l’Institut d’histoire et de sociopolitique des sciences de l’Université de Montréal.
En 1980, Camille Limoges participe activement à la rédaction de l’énoncé de la première politique scientifique du Québec. L’année suivante, il entre dans l’administration publique comme conseiller scientifique puis secrétaire adjoint au Secrétariat à la science et à la technologie. Il prépare la naissance du premier ministère de la Science et de la Technologie, dont il devient sous-ministre de 1983 à 1987. À divers titres, il est au cœur de la plupart des grandes décisions en matière de politique scientifique pour les vingt années suivantes et marque ainsi profondément le Québec de la science et de l’innovation.
En 1987, il fonde le Centre interuniversitaire de recherche sur la science et la technologie (CIRST)  à l’Université du Québec à Montréal.
En 1997, il est nommé président du Conseil de la science et de la technologie, puis encore sous-ministre au ministère de la Recherche, de la Science et de la Technologie de 2000 à 2002.
En 2002, à l'âge de 60 ans, Camille Limoges prend sa retraite.

## Distinctions
- 1981 : Membre de l'Académie internationale d'histoire des sciences, dont il démissionne à l'automne 2012[4]
- 1991 : Membre de la Société royale du Canada, dont il démissionne à l'automne 2012[4]
- 2003 : Prix Innovation de l’Association de la recherche industrielle du Québec
- 2004 : Prix Armand-Frappier du gouvernement du Québec[1]
- 2004 : Membre émérite de l'Acfas
- 2010 - Ordre du Canada, dont il démissionne à l'automne 2012[4]
- 2022 : Doctorat honorifique de l'Université Laval en philosophie

Aussi titulaire de deux doctorats honoris causa : l'un de l'UQAM, l'autre de l'Université de Sherbrooke